# Daniel Herskedal

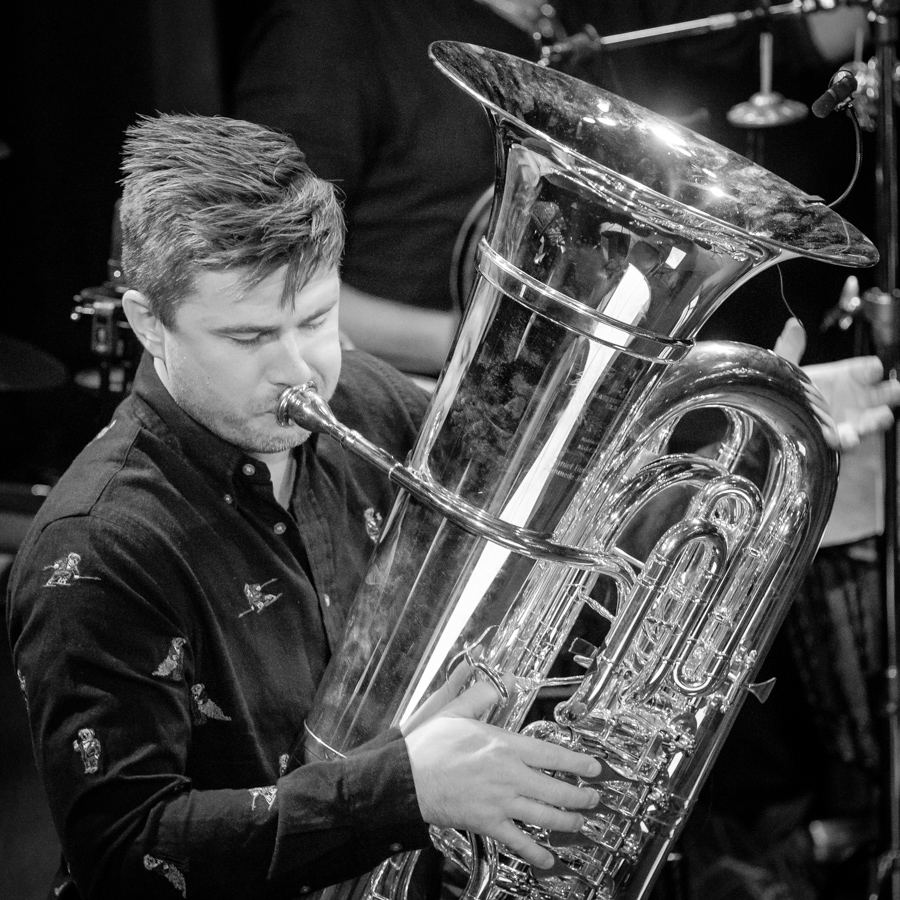
Daniel Herskedal (2017)

Daniel Herskedal (* 2. April 1982 in Molde) ist ein norwegischer Jazzmusiker (Tuba, Komposition, auch Basstrompete).

## Leben und Wirken
Herskedal begann zunächst, Waldhorn zu spielen, bevor er zur Tuba wechselte. Er erhielt Unterricht im Storyville Jazz Club seiner Heimatstadt und auf der weiterführenden Schule. Früh trat er mit der Band Dixi auf, um 2002 am Konservatorium Trondheim zu studieren und das Trio Listen! mit dem Pianisten Espen Berg und dem Saxophonisten Bendik Giske zu gründen. Nach dem Bachelor-Abschluss im Jahr 2006 studierte er am Rytmisk Musikkonservatorium in Kopenhagen weiter. In dieser Zeit arbeitete er nicht nur in Django Bates’ Gruppe stoRMChaser, sondern gehörte auch zum Trondheim Jazz Orchestra.
Gemeinsam mit den Blechbläsern Hayden Powell und Erik Johannessen sowie dem Schlagzeuger Erik Nylander gründete Herskedal das Quartett Magic Pocket, das sich auf den Festivals Nattjazz und Moldejazz präsentierte. Weiterhin nahm er mit dem Trio Listen! auf. Sein internationaler Durchbruch erfolgte nach dem gemeinsam mit Marius Neset veröffentlichten Album Neck of the Woods (2011). Zahlreiche Alben unter eigenem Namen folgten für verschiedene Label. Zu hören ist er u. a. auch auf Maetrix vom Trondheim Jazz Orchestra und Espen Berg (2024).
In Trio-Besetzung mit dem Pianisten Eyolf Dale und dem Schlagzeuger Helge Andreas Norbakken nahm Herskedal sein Album Harbour auf, das am 2. Juli 2021 wie schon mehrere zuvor auf Edition Records erschien. Sein Soloalbum Call for Winter II stellte er auch bei Soloauftritten in Mitteleuropa vor.
Herskedal schrieb die Musik für den Kurzfilm The End (2008) von Bendik Kaltenborn und für den Schweizer Dokumentarfilm Beyond Tradition (2023) von Rahel von Gunten und Lea Hagmann. Zudem ist er Tubalehrer am Rytmisk Musikkonservatorium.

## Preise und Auszeichnungen
2004 wurde Herskedal mit dem Solopreis der Jury beim Getxo-Festival ausgezeichnet; mit der Band Listen! gewann er den ersten Preis beim internationalen Hoeillart-Jazzwettbewerb. 2008 wurde er beim Festival von Molde als Jazztalent ausgezeichnet, wo er im Folgejahr mit der Gruppe Magic Pocket das Jazzstipendium des Jahres erhielt.

## Diskographische Hinweise
- City Stories (NorCD, 2010) mit Sissel Vera Pettersen, Per Jørgensen, Christian Bluhme Hansen, Terje Isungset
- Magic Pocket & Morten Qvenild The Katabatic Wind (Bolage, 2011)
- Herskedal/Neset Neck of the Woods (Edition Records, 2012)
- Lochs/Balthaus/Herskedal Choices (Berthold Records, 2012)
- Slow Eastbound Train (Edition Records, 2015), mit Eyolf Dale, Helge Andreas Norbakken, Trondheim Solisten
- The Roc (Edition Records, 2017) mit Bergmund Waal Skaslien, Svante Henryson, Eyolf Dale, Helge Andreas Norbakken
- Mojhtestasse - Cultural Heirlooms (Vuelie, 2018) (mit Marja Mortensson und Jakop Janssønn)
- Lååje - Dawn (Vuelie, 2019) (mit Marja Mortensson und Trondheim Soloists String Quartet)
- Behind the Wall (Naxos, 2019)
- Harbour (Edition Records, 2021)
- Out of the Fog (Edition Records, 2022, mit Emilie Nicolas, Eivind Aarset, Helge Andreas Norbakken)[3]
- A Single Sunbeam (2024)
- Call for Winter II (2024)
- Movements of Air (2025)

## Belege
1. ↑  Georg Waßmuth: „Harbour“ von Daniel Herskedal: Nordische Klanglandschaft (Memento vom 9. Juli 2021 im Internet Archive), Rezension auf SWR 2 vom 2. Juli 2021, abgerufen am 7. Juli 2021.
2. ↑  Josef Engels: Daniel Herskedal Call For Winter II: Resonance. In: Jazz thing. 26. September 2024, abgerufen am 27. September 2024.
3. ↑  Olaf Maikopf: Daniel Herskedal Out Of The Fog (Edition Record). In: Jazz thing. 30. Januar 2023, abgerufen am 30. Januar 2023.

| Personendaten    | Personendaten                                |
| ---------------- | -------------------------------------------- |
| NAME             | Herskedal, Daniel                            |
| KURZBESCHREIBUNG | norwegischer Jazzmusiker (Tuba, Komposition) |
| GEBURTSDATUM     | 2. April 1982                                |
| GEBURTSORT       | Molde                                        |